# 刘道一

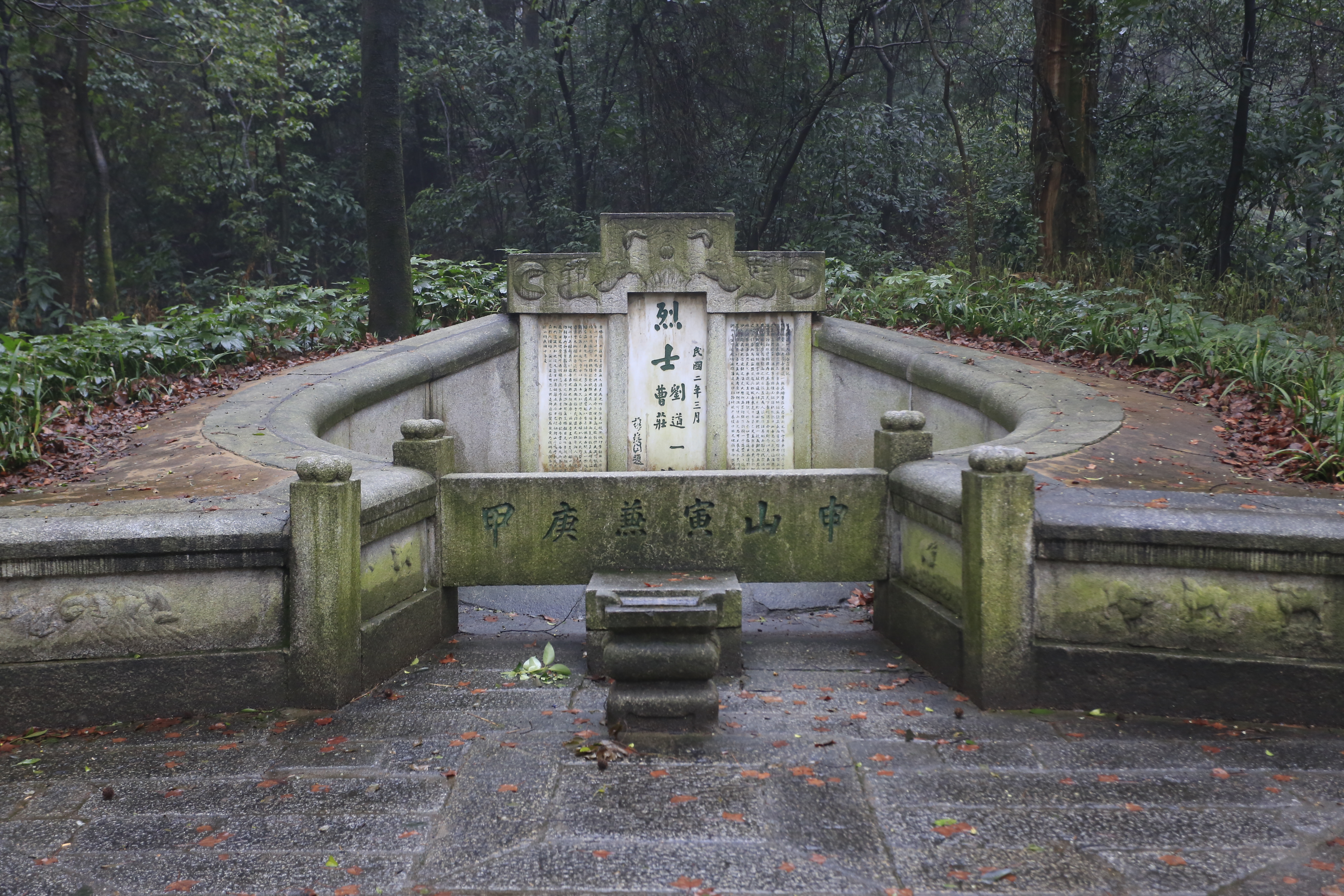
长沙岳麓山刘道一墓

刘道一（1884年—1906年12月31日），字炳生，号培雄，原名刘吉唐，祖籍湖南衡山，生于湖南湘潭，中国同盟会会员，晚清革命志士。:45

## 生平
1884年，刘道一出生于湖南省长沙府湘潭县白石铺。:45少年时随其兄刘揆一从事反清革命活动。:451904年，他加入华兴会。:45同年他赴日本留学，曾和秋瑾、黄人漳等组成革命团体“十人会”。:451905年，加入中国同盟会。:451906年，萍浏醴起义爆发，刘道一在由衡阳返长沙途中被捕。在监狱中，刘道一题诗：“舍身此日吾何惜，救世中天志已虚”。:451906年12月31日，他在长沙城浏阳门外被杀害，年仅22岁。

## 评论
孙中山挽诗《挽刘道一》（实为汤增璧创作）：“半壁东南三楚雄，刘郎死去霸图空。尚余遗孽艰难甚，谁与斯人慷慨同。塞上秋风悲战马，神州落日泣哀鸿。几时痛饮黄龙酒，横揽江流一奠公。”:45
黄兴《吊刘道一烈士》：“英雄无命哭刘郎，惨淡中原侠骨香。我未吞胡恢汉业，君先悬首看吴荒。啾啾赤字天何意，猎猎黄旗日有光。眼底人才思国士，万方多难立苍茫。”
孙中山1912年3月以中华民国临时大总统名义发布《命黄兴优抚刘道一令》：“烈士尽瘁革命，屡蹶愈奋。联络会党，鼓励民气，厥功甚伟。自应准予列入大汉忠烈祠，同享祭典，并将事实宣付国史馆立传”。湘潭县议事会决议，将原湘潭县守备衙门改为“刘烈士祠”，现为市级文物保护单位。
毛泽东：“起义军有个领袖叫刘道一，是个同盟会会员，二十多岁，后被人出卖，宁死不屈，头被砍了四次才落下，惨烈得很。我从小印象最深的就是这件事，官逼民反。”